# Olympiakos SFP
| Olympiakos SFP | Olympiakos SFP                                                    |
| Vereinsdaten   | Vereinsdaten                                                      |
| -------------- | ----------------------------------------------------------------- |
| Gegründet:     | 10. März 1925                                                     |
| Vereinsfarben: | Rot, Weiß                                                         |
| Anschrift:     | Olympiakos Nautathlitikes Egatastasis Olympiakou GR-185-34 Pireas |
| Website:       | www.osfp.gr                                                       |

Olympiakos SFP, vollständiger Name: Olympiakos Syndesmos Filathlon Peiraios (deutsch: ‚Olympische Vereinigung der Sportfreunde von Piräus‘), (griechisch Ολυμπιακός Σ.Φ.Π., vollständig: Ολυμπιακός Σύνδεσμος Φιλάθλων Πειραιώς), umgangssprachlich als Olympiakos Piräus bzw. nur Olympiakos bekannt, ist ein aus Piräus stammender Sportverein, der mehrere erfolgreiche Abteilungen unterhält.

## Geschichte
Olympiakos SFP wurde am 10. März 1925 gegründet. Die Mitglieder der Vereine „Piräus Sport- und Fußballverein“ und „Fußball-Fan-Club von Piräus“ sprachen sich 1925 auf einer historischen Versammlung für die Fusion beider Vereine aus. Die Gründungsmitglieder des neuen Vereins, Notis Kamperos und Michalis Manouskos, wurden zum Namensgeber. Notis Kamperos schlug den Namen Olympiakos vor, Michalis Manouskos, der zum ersten Präsidenten gewählt wurde, vervollständigte ihn mit dem Zusatz Syndesmos Filathlon Peiraios. Dem zunächst als Fußballklub gegründeten Verein folgten über die Jahre hinweg weitere Abteilungen. So wuchs Olympiakos zu einem der erfolgreichsten und größten Vereine Griechenlands auf, der durch mehrere internationale Erfolge auch über seine Landesgrenzen hinaus bekannt ist.

## Abteilungen

### Fußball

#### Herren
Gemessen an nationalen Meisterschaften, ist Olympiakos Piräus mit weit über 40 Titeln das vierterfolgreichste Team Europas. Lediglich die Vereine Glasgow Rangers, Linfield FC und Celtic Glasgow zählen zu Anfang des 21. Jahrhunderts in ihren heimischen Wettbewerben mehr Meisterschaftstitel als Olympiakos.
- Griechischer Meister (48×): 1931, 1933, 1934, 1936, 1937, 1938, 1947, 1948, 1951, 1954, 1955, 1956, 1957, 1958, 1959, 1966, 1967, 1973, 1974, 1975, 1980, 1981, 1982, 1983, 1987, 1997, 1998, 1999, 2000, 2001, 2002, 2003, 2005, 2006, 2007, 2008, 2009, 2011, 2012, 2013, 2014, 2015, 2016, 2017, 2020, 2021, 2022, 2025
- Griechischer Pokalsieger (29×): 1947, 1951, 1952, 1953, 1954, 1957, 1958, 1959, 1960, 1961, 1963, 1965, 1968, 1971, 1973, 1975, 1981, 1990, 1992, 1999, 2005, 2006, 2008, 2009, 2012, 2013, 2015, 2020, 2025
- Griechischer Supercup (4×): 1980, 1987, 1992, 2007
- Balkanpokal (1×): 1963
- UEFA Europa Conference League (1×): 2024

#### Damen
Bisher unterhielt der Sportverein Olympiakos SFP keine Abteilung für Frauenfußball.

### Basketball

#### Herren
Die Basketballabteilung des Olympiakos weist auf eine über 80-jährige Tradition zurück, die den Verein durch eine Anzahl nationaler sowie internationaler Erfolge zu einem der größten und bekanntesten Basketballklubs Europas aufsteigen ließ. Zu den ersten Stars der Mannschaft zählten in den 1950er und 1960er Jahren die Gebrüder Spanoudakis. Mit ihnen feierte der Verein seine ersten beiden griechischen Meisterschaften im Basketball. In den 1970 und 1980er Jahren waren es Stars wie Steve Giatzoglou und Giorgos Kastrinakis, die Olympiakos zu zwei weiteren Meistertiteln und zu vier nationalen Pokalerfolgen führten. In den 1990er Jahren stieg Olympiakos endgültig zu einer der führendsten Kräfte Europas auf. Unter Startrainer Giannis Ioannidis gewann der Verein vier Meisterschaften in Folge, sicherte zudem einen weiteren nationalen Pokalerfolg und stand zweimal im Finale der European League, dem damals höchstdotierten Vereinswettbewerb im europäischen Basketball. Nachdem Ioannidis den Verein verlassen hatte, übernahm zur Saison 1996/97 Dušan Ivković dessen Posten. Der Serbe führte, trotz anfänglicher Schwierigkeiten, Olympiakos zur Titelverteidigung der griechischen Meisterschaft und des Pokalwettbewerbs und sicherte dem Verein den ersten internationalen Erfolg durch den Gewinn des damals in Euroleague umbenannten höchsten europäischen Wettbewerbs. Weitere nationale und internationale Erfolge folgten ab 2010. Getragen wurde die Mannschaft unter anderem durch ihre heutigen Starspieler Vasilis Spanoulis und Giorgos Printezis.
Titel:
- Griechischer Meister (15×): 1949, 1960, 1976, 1978, 1993, 1994, 1995, 1996, 1997, 2012, 2015, 2016, 2022, 2023, 2025
- Griechischer Pokalsieger (12×): 1976, 1977, 1978, 1980, 1994, 1997, 2002, 2010, 2011, 2022, 2023, 2024[1]
- Griechischer Supercup (3×): 2022, 2023, 2024
- Europapokal der Landesmeister (1×): 1997
- EuroLeague (2×): 2012, 2013
- Intercontinental Cup (1×): 2013

#### Damen
| Olympiakos SFP    | Olympiakos SFP                            |
| Basketball, Damen | Basketball, Damen                         |
| ----------------- | ----------------------------------------- |
| Gegründet:        | 1947                                      |
| Vereinsfarben:    | Rot, Weiß                                 |
| Stätte:           | Stadion des Friedens und der Freundschaft |
| Trainer:          | Athanasios Niklas                         |
| Liga:             | A1 Ethniki Gynekon 2024/25 Rang 1         |

Unter dem damaligen Vereinspräsidenten Michalis Manouskos gründeten 1947 einige Volleyballspielerin des Vereins die erste Basketballmannschaft für Damen. Diese hatte Bestand bis etwa Anfang der 1960er Jahre, bevor sich die Mannschaft wieder auflösen sollte. So startete 1967 die erste griechische Meisterschaft im Damenbasketball ohne Beteiligung von Olympiakos. Ab 2010 mehrten sich Stimmen im Verein, die dazu aufriefen, die inaktive Abteilung wieder zu reaktivieren. Im Sommer 2015 verkündete der Vorstand die Wiederaufnahme einer Basketballabteilung für Damen. Durch die Fusion mit der Damenbasketballmannschaft des AO Helleniko und deren übernommene Erstligalizenz war Olympiakos ab der Saison 2015/16 sofort für die erste Liga spielberechtigt. Die Hauptrunde der Saison beendeten die Damen ohne Niederlage. Das nächste Highlight setzte die Mannschaft mit dem Einzug in das abschließende Final-Four-Turnier des heimischen Pokalwettbewerbs. In der auf Lefkada ausgetragenen Endrunde hatte Olympiakos zunächst im Halbfinale die Damen des PAOK Saloniki bezwungen, um im Finale mit einem Sieg über Panathinaikos ihren ersten Titel feiern zu können. Den zweiten Titel erspielten sich die Damen mit der griechischen Meisterschaft. Nachdem die Mannschaft auch in den Playoff-Spielen weiter ungeschlagen geblieben war, traf sie im Finale erneut auf die Damen des Panathinaikos. Die Saison 2015/16 beendete Olympiakos in beiden angetretenen Wettbewerben ohne Niederlage. Beide Titel konnten in der darauf folgenden Saison verteidigt werden.
| Begegnung                        | Ergebnis | Differenz | Saison  |
| -------------------------------- | -------- | --------- | ------- |
| Olympiakos – Aris Petroupolis    | 115-36   | +79       | 2015/16 |
| Olympiakos – Panathinaikos Athen | 102-29   | +73       | 2017/18 |

Titel:
- Griechischer Meister (9×): 2016, 2017, 2018, 2019, 2020, 2022, 2023, 2024, 2025
- Griechischer Pokalsieger: (6×): 2016, 2017, 2018, 2019, 2022, 2025

### Volleyball

#### Herren
Eine Volleyballabteilung für Herren unterhält der Verein seit 1926. Mit dem Gewinn der Stadtmeisterschaft von 1931 und 1932 sicherte sich die Mannschaft ihre ersten Titel im Volleyball. Die durch den Zweiten Weltkrieg unterbrochene panhellenische Meisterschaft wurde ab 1960 wieder aufgenommen und ebnete damit den erfolgreichen Weg des Olympiakos. In der Saison 1967/68 sicherten sich sowohl die Jugendabteilung als auch die erste Mannschaft des Vereins ihre ersten panhellenischen Meisterschaften.
- Griechischer Meister (32×): 1968, 1969, 1974, 1976, 1978, 1979, 1980, 1981, 1983, 1987, 1988, 1989, 1990, 1991, 1992, 1993, 1994, 1998, 1999, 2000, 2001, 2003, 2009, 2010, 2011, 2013, 2014, 2018, 2019, 2021, 2023, 2024
- Griechischer Pokalsieger (18×): 1981, 1983, 1989, 1990, 1992, 1993, 1997, 1998, 1999, 2001, 2009, 2011, 2013, 2014, 2016, 2017, 2024, 2025
- „Melina Mercouri“ Cup (1×): 1994 *
- Griechischer Supercup (3×): 2000, 2010, 2024
- Griechischer Ligacup (7×): 2013, 2015, 2016, 2017, 2018, 2019, 2025
- Beach Volleyleague (1×): 2016
- Pokal der Pokalsieger (1×): 1996
- Top Teams Cup (1×): 2005
- Challenge Cup (1×): 2023

Hinweis:

• 1994 wurde der griechische Pokal abgesagt und ein Final-4-Turnier zum Gedenken an Melina Merkouri ausgetragen. Die internationalen Spieler fehlten aufgrund der Weltmeisterschaft 1994. Im Finale besiegte Olympiakos Piräus Aris Thessaloniki mit 3:0 und gewann den Titel.

#### Damen
| Olympiakos SFP    | Olympiakos SFP                      |
| Volleyball, Damen | Volleyball, Damen                   |
| ----------------- | ----------------------------------- |
| Gegründet:        | 1930                                |
| Vereinsfarben:    | Rot, Weiß                           |
| Stätte:           | Melina Merkouri Halle               |
| Trainer:          | Branko Kovačević                    |
| Liga:             | VolleyLeague Gynekon 2024/25 Rang 1 |

Der zuvor oft den Vizemeisterstellende Verein durchbrach die Dominanz seiner Konkurrenten Anfang 2010, als die Damen des Olympiakos sich, mit dem nationalen Pokalerfolg zur Saison 2010/11, ihren ersten Titel erspielen. Im auf Samos ausgetragenen Finale, besiegte die Mannschaft des Olympiakos die Damen des AEK Athen mit 3:2 Sätzen. Diesen Pokal verteidigte das Team dann auch mehrere Jahre in Folge und auch die erste Meisterschaft konnte zur Saison 2012/13 realisiert werden, welche ebenfalls, mehrmals in Folge verteidigt werden konnte. Olympiakos stieg zu der dominierenden Damenmannschaft im Volleyball auf nationaler Ebene auf. Im internationalen Wettbewerb erreichten die Volleyballdamen das Finale des Challenge Cup zur Saison 2016/17. Zwar besiegten sie den favorisierten Bursa Büyüksehir Belediyespor mit 3:2 Sätzen im Hinspiel, unterlagen dann aber mit 0:3 Sätzen im Rückspiel. Zur Neuauflage dieses Finale kam es bereits ein Jahr später mit einem dieses Mal glücklicheren Ausgang für Olympiakos, der somit seinen ersten internationalen Titel zelebrieren konnte. Zwar hatten die Damen das Hinspiel mit 2:3 Sätzen verloren, setzen sich aber im Rückspiel mit 3:1 Sätzen durch. Mit der Verteidigung der griechischen Meisterschaft und dem Gewinn des heimischen Pokals, feierte der Volleyballverein sein erstes Triple in der Geschichte,
Titel:
- Challenge Cup: 2018
- Griechischer Meister (9×): 2013, 2014, 2015, 2016, 2017, 2018, 2019, 2020, 2025
- Griechischer Pokalsieger (11×): 2011, 2012, 2013, 2014, 2015, 2016, 2017, 2018, 2019, 2024, 2025
- Griechischer Supercup (1×): 2024

Bekannte Spielerinnen:
Zu den bekanntesten Spielerinnen, die für Olympiakos spielen oder spielten, gehören:

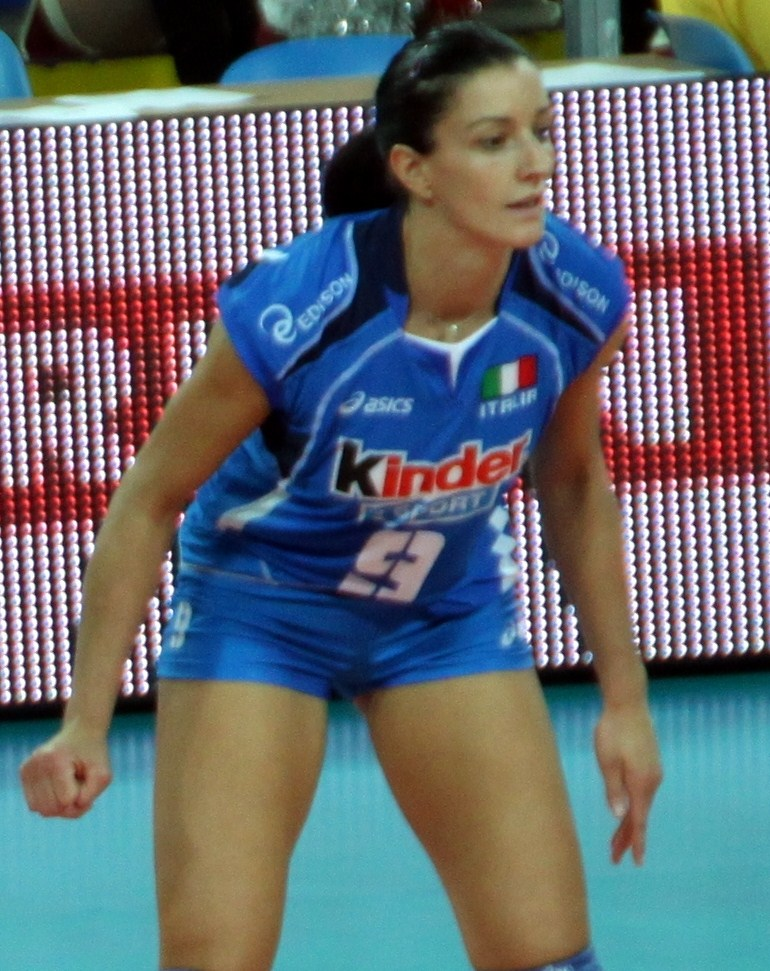
Manuela Secolo
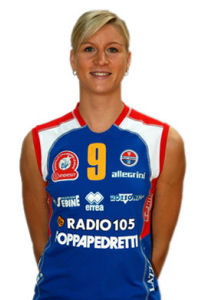
Riikka Lehtonen
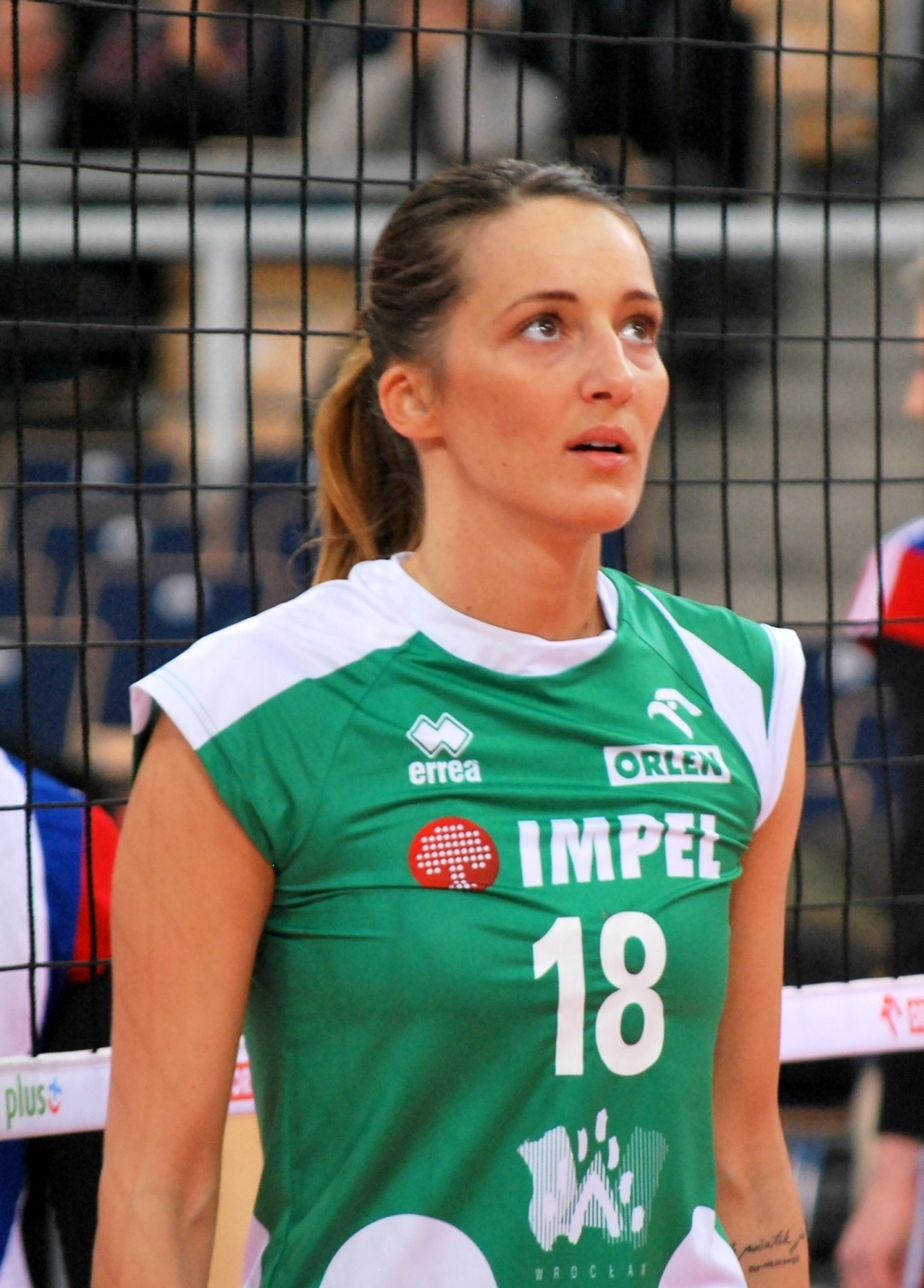
Maja Ognjenović
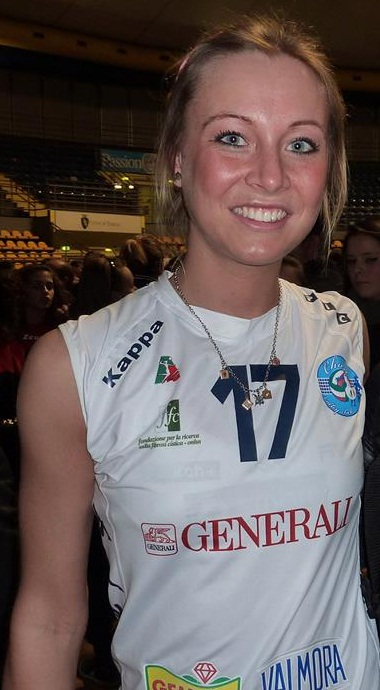
Saskia Hippe
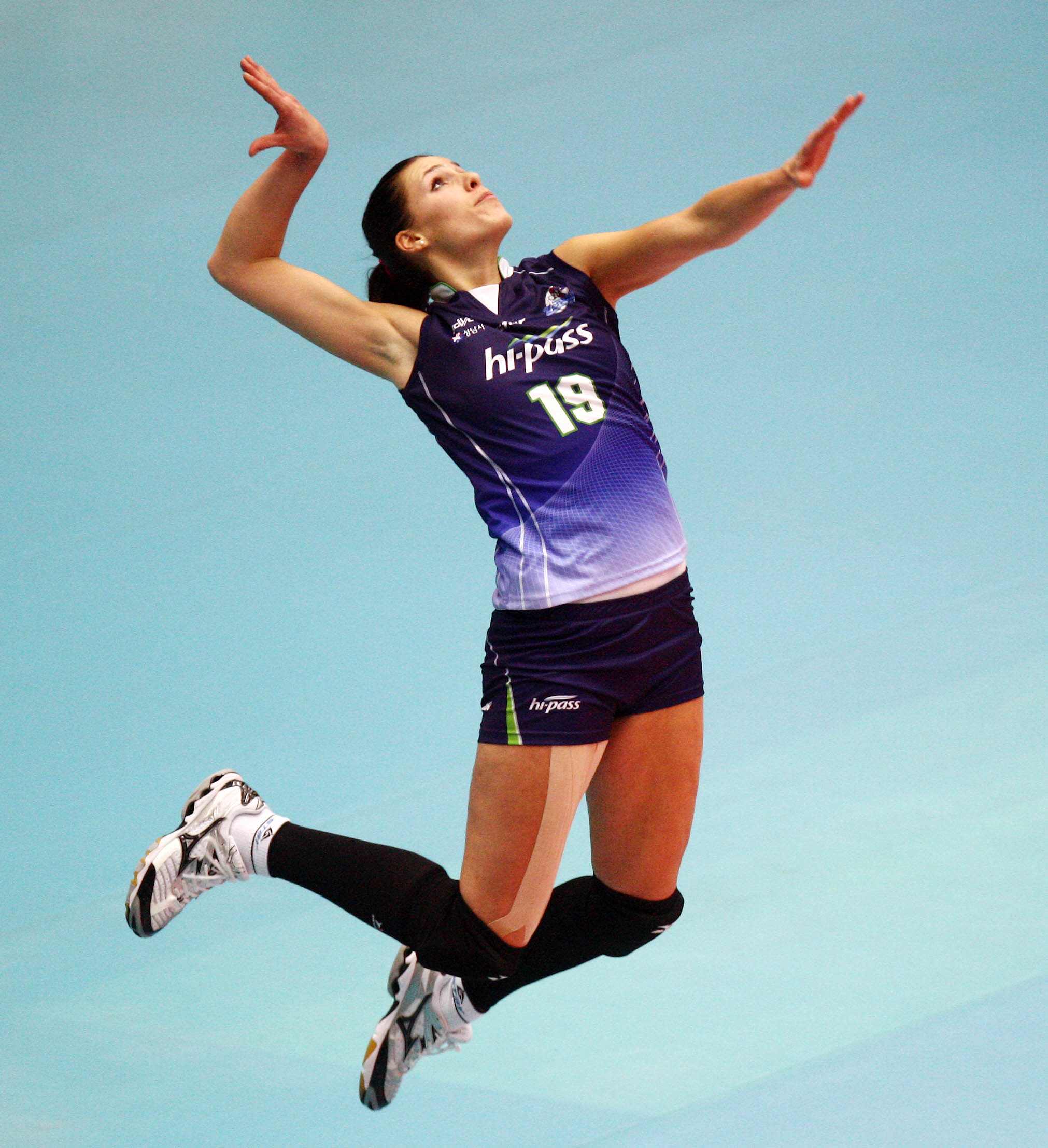
Ivana Nešović
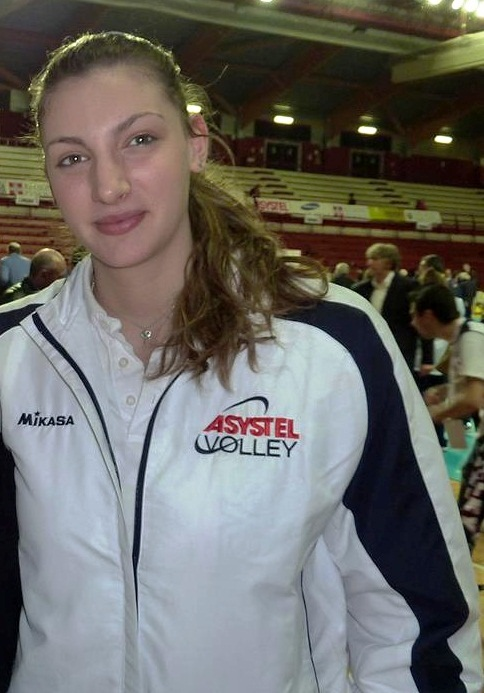
Maria Nomikou

### Wasserball

#### Herren
- Griechischer Meister (39×): 1927, 1933, 1934, 1936, 1947, 1949, 1951, 1952, 1969, 1971, 1992, 1993, 1995, 1996, 1999, 2000, 2001, 2002, 2003, 2004, 2005, 2007, 2008, 2009, 2010, 2011, 2013, 2014, 2015, 2016, 2017, 2018, 2019,[5] 2020, 2021, 2022, 2023,[6] 2024,[7] 2025
- Griechischer Pokalsieger (26): 1992, 1993, 1997, 1998, 2001, 2002, 2003, 2004, 2006, 2007, 2008, 2009, 2010, 2011, 2013, 2014, 2015, 2016, 2018, 2019, 2020, 2021, 2022, 2023, 2024[8] 2024, 2025[9]
- Griechischer Supercup (3×): 1997, 1998, 2018[10]
- Champions League (2×): 2002, 2018
- Europäischer Supercup (1×): 2002

#### Damen
| Olympiakos SFP    | Olympiakos SFP                                                     |
| Wasserball, Damen | Wasserball, Damen                                                  |
| ----------------- | ------------------------------------------------------------------ |
| Gegründet:        | 1988                                                               |
| Vereinsfarben:    | Rot, Weiß                                                          |
| Stätte:           | Papastrateio Halle                                                 |
| Trainer:          | Dimitris Kravaritis                                                |
| Liga:             | Euro League Women 2021/22 Rang 1 A1 Ethniki Gynekon 2021/22 Rang 1 |

Relativ spät, mit wenigen Ausnahmen, gründeten sich in Europa unabhängige nationale Vereinswettbewerbe für Damen im Wasserball. In Griechenland wurde zur Saison 1987/88 ein eigenständiges Ligasystem für Damen ins Leben gerufen. Parallel dazu installierte die LEN zur selben Saison einen europäischen Wettbewerb, nachdem sich, ebenfalls in den 1980er Jahren, weitere nationale Damenligen gegründet hatten. 1988 startete Olympiakos mit einer eigenen Damenmannschaft, die bereits, nachdem sie die notwendigen Qualifikationen durchlaufen hatte, zur Saison 1991/92 in die erste Liga aufschließen konnte. Dort etablierte sich das Team relativ schnell und feierte zur Saison 1994/95 ihren ersten Meisterschaftstitel. Dieser Trumpf ermöglichte die erstmalige Teilnahme am LEN European Cup, dem damals höchstdotierten Vereinswettbewerb für Damen. Den Damen des Olympiakos gelang der Einzug in das abschließende Final-Four-Turnier, welches sie dann auf dem vierten Rang beendet hatten. Ihren zweiten Meistertitel feierte Olympiakos dann zur Saison 1997/98. Auch in den folgenden Jahren spielten die Damen des Olympiakos immer um die Meisterschaft mit, hatten aber zumeist das Nachsehen gegenüber den beiden Top Teams NO Vouliagmeni und ANO Glyfada, die den Titel stets unter sich ausmachten.
Ab der Saison 1999/2000 richtete die LEN mit der Women's LEN Trophy einen zweiten Vereinswettbewerb im Damenwasserball aus, in deren zweiten Austragung zur Saison 2000/01 Olympiakos bis ins Halbfinale kam. Auch 2006/07 war wieder im Halbfinale Schluss, bevor die Rot-Weißen Damen 2007/08 erstmals das Finale des zweithöchsten europäischen Wettbewerbs erreichen konnten. Dort unterlagen sie mit 9:10 dem italienischen Titelverteidiger Racing Roma. Zur Saison 2008/09 schied man erneut im Halbfinale aus, während man in der heimischen Liga, hinter Vouliagmeni, die Hauptrunde auf dem zweiten Rang beendete. In den anschließenden Playoffs schaltete man im Halbfinale den Stadtrivalen Ethnikos Piräus aus, um im Finale auf den Hauptrundenersten zu treffen. In einer Serie von fünf Spielen bezwang man die Damen des NO Vouliagmeni und feierte damit den dritten Vereinstitel. Damit schloss man zum Stadtrivalen Ethnikos auf, die ebenfalls in der Vergangenheit dreimal den griechischen Meister stellen konnten.
Mit dem Ziel, diesen Titel zu verteidigen, beendete man die Hauptrunde der Saison 2009/10 auf dem ersten Rang. Die einzige Niederlage in der Hauptrunde hatte man gegen die Damen des NO Vouliagmeni hinzunehmen, die ihrerseits, ebenfalls mit nur einer Niederlage, aufgrund der schlechteren Tordifferenz, den zweiten Platz belegten. Der ANO Glyfada hingegen musste den Abstieg aus der ersten Liga hinnehmen. Im europäischen Wettbewerb erreichte man ein weiteres Mal das abschließende Final-Four-Turnier und bekam es im Halbfinale mit dem russischen Vertreter Kinef Kirishi zu tun. Im zweiten Halbfinale trafen der NO Vouliagmeni und der italienische Klub Orizzonte Catania aufeinander. Ein rein griechisches Finale blieb den Zuschauern allerdings verwehrt, nachdem die Damen des Olympiakos den Russinnen mit 11:12 Toren unterlagen waren. Diesen Erfolg konnte die Damenauswahl Kirischis gegen den weiteren griechischen Vertreter im Finale nicht wiederholen. Der NO Vouliagmeni krönte sich nach einem 10:7-Sieg zum erfolgreichsten Team Europas und das zum zweiten Mal in seiner Vereinsgeschichte. In der noch nicht beendeten griechischen Meisterschaft besiegte Olympiakos im Halbfinale der Playoffs die Damen des Iraklis, während der NO Vouliagmeni den Lokalrivalen Ethnikos Piräus ausgeschaltet hatte. Die Titelverteidigung für Olympiakos scheiterte, nachdem man sich mit 0:3 Spielen dem amtierenden europäischen Meister, den Damen aus Vouliagmeni, geschlagen gegeben hatte.
Der Weg ins Final Four des höchstdotierten europäischen Wettbewerbs zur Saison 2010/11 lief über die Damen des SV Bayer Uerdingen, welche man im Viertelfinale, nach Hin- und Rückspiel, mit 35:14 Toren bezwungen hatte. Mit der 13:14-Niederlage gegen Orizzonte Catania verpasste man allerdings den Einzug ins Finale, sicherte sich aber im kleinen Finale den Sieg über Kinef Kirishi, an denen man zur Vorjahressaison noch im Halbfinale gescheitert war. In der heimischen Liga krönten sich die Damen mit der nun vierten Meisterschaft in der Vereinsgeschichte. Nach zwei weiteren Vizemeisterschaften erreichte man zur Saison 2013/14 jeweils das Finale der LEN Trophy und das der heimischen Meisterschaft. Mit dem Sieg über Firenze Pallanuoto feierten die Damen ihren ersten europäischen Erfolg und rundeten ihre Saison mit der nächsten griechischen Meisterschaft ab, nachdem sie einige Tage später, im Finale der Playoffs zur heimischen Meisterschaft, ihren zwischenzeitlichen Dauerrivalen, die Damen des NO Vouliagmeni, mit 3:2 Spielen bezwungen hatten. Lediglich den Damen des CN Sabadell hatte man sich im LEN Super Cup mit 8:9 Toren geschlagen zu geben, die ihrerseits zuvor den höchstdotierten europäischen Wettbewerb, der inzwischen in Euro League umbenannt wurde, gegen Vouliagmeni gewonnen hatten.
Ihre vorläufig erfolgreichste Saison erlebten die Damen des Olympiakos zur Saison 2014/15. Ohne Niederlage beendeten sie die Hauptrunde der griechischen Meisterschaft, schalteten auf dem Weg ins Finale den zur Vorjahressaison zurückgekehrten ANO Glyfada aus, um im Endspiel abermals auf die Damen von Vouliagmeni zu treffen. Mit einer 3:2 Serie verteidigten die Damen zum ersten Mal in ihrer Historie eine Meisterschaft. Bereits einige Wochen zuvor stand das Team auch im Finale der Euroleague. Mit einem Sieg über Sabadell sicherte sich Olympiakos den höchstdotierten europäischen Wettbewerb. Mit dem Gewinn des Supercups wurde die Saison mit drei erspielten Titeln beendet.
Titel:
| Titel/Jahr                     | 1988 | 1989 | 1990 | 1991 | 1992 | 1993 | 1994 | 1995 | 1996 | 1997 | 1998 | 1999 | 2000 | 2001 | 2002 | 2003 | 2004 | 2005 | 2006 | 2007 | 2008 | 2009 | 2010 | 2011 | 2012 | 2013 | 2014 | 2015 | 2016 | 2017 | 2018 | 2019 | 2020 | 2021 | 2022 | 2023 | 2024 |
| ------------------------------ | ---- | ---- | ---- | ---- | ---- | ---- | ---- | ---- | ---- | ---- | ---- | ---- | ---- | ---- | ---- | ---- | ---- | ---- | ---- | ---- | ---- | ---- | ---- | ---- | ---- | ---- | ---- | ---- | ---- | ---- | ---- | ---- | ---- | ---- | ---- | ---- | ---- |
| Euro League Women              |      |      |      |      |      |      |      |      |      |      |      |      |      |      |      |      |      |      |      |      |      |      |      |      |      |      |      |      |      |      |      |      |      |      |      |      |      |
| Women’s LEN Trophy             |      |      |      |      |      |      |      |      |      |      |      |      |      |      |      |      |      |      |      |      |      |      |      |      |      |      |      |      |      |      |      |      |      |      |      |      |      |
| Griechischer Wasserballmeister |      |      |      |      |      |      |      |      |      |      |      |      |      |      |      |      |      |      |      |      |      |      |      |      |      |      |      |      |      |      |      |      |      |      |      |      |      |

- Euro League Women (3×): 2015, 2021, 2022
- Women’s LEN Trophy (1×): 2014
- Europäischer Supercup (3×): 2015, 2021, 2022
- Griechischer Meister (15×): 1995, 1998, 2009, 2011, 2014, 2015, 2016, 2017, 2018, 2019, 2020, 2021, 2022, 2023, 2024
- Griechischer Pokalsieger (6×): 2018, 2020, 2021, 2022, 2023, 2025[11]

### Handball

#### Herren
- Griechischer Meister (5×): 2018, 2019, 2022, 2024, 2025
- Griechischer Pokalsieger (3×): 2018, 2019, 2023
- Griechischer Supercup (3×): 2022, 2023, 2024

### Schwimmsport
Die Abteilung für Schwimmsport gehört zu den ältesten und erfolgreichsten des Vereines. Gegründet wurde sie unmittelbar nach Entstehung des Vereins. Mit weit über 50 Meisterschaften in der Mannschaftswertung hält der Verein mehr Titel als alle übrigen Vereine zusammen. Dazu reihen sich eine Vielzahl von individuellen Titeln der einzelnen Athleten. Diesen Erfolg verdankt der Verein seinen Mitgliedern, unter denen sich auch ehemalige Welt- und Europameister befinden. Zu den bekanntesten unter ihnen zählen Akteure wie Spyros Gianniotis, Kalliopi Araouzou, Apostolos Christou oder auch Zoi Dimoschaki.
- Griechischer Meister (66×): 1929, 1930, 1931, 1932, 1933, 1934, 1937, 1960, 1961, 1962, 1967, 1969, 1970, 1971, 1972, 1973, 1974, 1975, 1976, 1977, 1978, 1979, 1980, 1981, 1982, 1983, 1984, 1985, 1986, 1988, 1989, 1990, 1991, 1992, 1993, 1994, 1996, 1997, 1998, 1999, 2000, 2001, 2002, 2003, 2004, 2005, 2006, 2007, 2008, 2009, 2010, 2011, 2012, 2013, 2014, 2015, 2016, 2017, 2018, 2019[12], 2020, 2021, 2022, 2023, 2024, 2025
- Griechischer Meister (Meer) (7×): 2010, 2015, 2016, 2017, 2018[13], 2019[14], 2020
- Griechischer Supercup (1×): 2015

### Tischtennis

#### Herren
- ETTU Europa-Trophäe (1×): 2023[15]
- Griechischer Meister (18×): 1971, 1972, 1973, 1974, 1976, 1977, 1978, 1980, 2004, 2005, 2014, 2016, 2017, 2018, 2022, 2023, 2024, 2025[16]
- Griechischer Pokalsieger (8×): 1971, 1972, 2003, 2004, 2005, 2008, 2022, 2023

#### Damen
- Griechischer Meister (30×): 1954, 1955, 1956, 1957, 1958, 1959, 1960, 1961, 1962, 1964, 1965, 1976, 1977, 1978, 1979, 1981, 1982, 1983, 2000, 2001, 2002, 2005, 2006, 2007, 2009, 2018, 2022, 2023, 2024, 2025
- Griechischer Pokalsieger (11×): 1965, 1966, 1983, 1984, 1985, 1986, 2001, 2005, 2006, 2007, 2008

### Leichtathletik

#### Herren
- Griechischer Meister (15×): 2006, 2007, 2008, 2009, 2010, 2011, 2012, 2013, 2014, 2016, 2017, 2018, 2019[17], 2020, 2022
- Griechischer Meister (Halle) (10×): 2010, 2011, 2012, 2013, 2015, 2016, 2017, 2018, 2019[18], 2020
- Crosslaufmeister (12×): 1965, 1966, 1967, 1984, 2003, 2005, 2007, 2008, 2009, 2010, 2011, 2013

#### Damen
- Griechischer Meister (1×): 2010

### Ringen
- Griechischer Meister (2×): 1976, 2006
- Europäischer Cela Cup (1×): 2006

### Boxen

#### Herren
- Griechischer Meister (8×): 1970, 1985, 2017, 2018, 2019[19], 2021, 2022, 2024

#### Damen
- Griechischer Meister (4×): 2012, 2015, 2016, 2023, 2024

### Fechten

#### Herren
- Griechischer Meister (Säbel) (2×): 2015, 2016
- Griechischer Pokal (Säbel) (2×): 2015, 2016

#### Damen
- Griechischer Meister (Säbel): 2015
- Griechischer Pokal (Säbel): 2015

### Wasserspringen
- Griechischer Meister (2×): 1970, 1971

### Wassersport
- Griechischer Meister (1×): 2018[20]

### Segeln
- Griechischer Meister (1×): 1954

### Geräteturnen
- Griechischer Meister (1×): 1971